# Sideswiped
Sideswiped es una serie de televisión de comedia estadounidense, creada por Carly Craig y Daniel Reisinger. Está protagonizada por Craig, Chelsea Frei y Rosanna Arquette.
Se estrenó el 25 de julio de 2018 en YouTube Premium. El 10 de abril de 2019, YouTube Premium canceló la serie.

## Sinopsis
Sideswiped cuenta la historia de tres mujeres. Olivia se encuentra soltera y miserable a sus 35 años de edad. Esta adicta al trabajo al borde de una crisis nerviosa jura sumergirse en el mundo infernal de Tinder saliendo con todos los 252 matches que tiene. Su hermana Jayne, una joven casada que lleva siete años sufriendo, la anima a hacerlo. A las hermanas se les une su madre, Mary, que recientemente ha enviudado y ahora también forma parte de la escena de las citas online.

## Reparto

### Principal
- Carly Craig como Olivia Maple
- Chelsea Frei como Jayne Tyler
- Rosanna Arquette como Mary Maple

### Recurrente
- Craig Frank como Dr. Jim Tyler
- Zaire y Zamir Salazar como Abby Tyler
- Alice Lee como Britney
- Miguel Pinzon como Danny
- Rhys Coiro como Charlie

### Invitados
- Jason Sudeikis como Dr. David Bennett
- Thomas Lennon como Aaron Cunningham
- Tyler Posey como Griffin
- Christopher McDonald como amante de Mary

## Episodios
| N.º | Título                | Dirigido por     | Escrito por                                                            | Fecha de emisión original |
| --- | --------------------- | ---------------- | ---------------------------------------------------------------------- | ------------------------- |
| 1   | «Matching Up»         | Daniel Reisinger | Historia: Carly Craig y Daniel Reisinger Guion: Carly Craig            | 25 de julio de 2018       |
| 2   | «Baby Steps»          | Daniel Reisinger | Carly Craig                                                            | 25 de julio de 2018       |
| 3   | «Deal Breakers»       | Kat Coiro        | Brooke Baker                                                           | 25 de julio de 2018       |
| 4   | «The Rock Star»       | Erin Ehrlich     | Spencer Sloan                                                          | 25 de julio de 2018       |
| 5   | «The Ex»              | Kat Coiro        | Spencer Sloan                                                          | 25 de julio de 2018       |
| 6   | «The Party»           | Daniel Reisinger | Carly Craig                                                            | 25 de julio de 2018       |
| 7   | «For A Nickel I Will» | Daniel Reisinger | Robin Schiff                                                           | 25 de julio de 2018       |
| 8   | «Hard Maybe»          | Erin Ehrlich     | Historia: Stacy Harman y Carly Craig Guion: Carly Craig y Robin Schiff | 25 de julio de 2018       |

## Producción

### Desarrollo
El 20 de octubre de 2017, se anunció que YouTube le había dado a la producción, entonces titulada Swipe Right, una orden de serie para una primera temporada que constaba de ocho episodios. La serie fue creada por Carly Craig y Daniel Reisinger. Craig iba a escribir la serie mientras que Reisinger la dirigiría. También se esperaba que Craig actuara como showrunner junto con Robin Schiff. Los productores ejecutivos iban a incluir a Craig, Reisinger, Schiff y Jeremy Garelick. Sam Anzel iba a actuar como productor. El 28 de junio de 2018, se informó que la serie había sido retitulada Sideswiped y que se estrenaría el 25 de julio de 2018.

### Rodaje
La fotografía principal de la serie se llevó a cabo en Los Ángeles, en lugares como Mar Vista, Studio City y Arcadia. Un lugar frecuente en la serie es The Parlour Room of Hollywood en Los Ángeles, donde el personaje de Craig, Olivia, suele tener primeras citas.

## Estreno
El 28 de junio de 2018 se lanzó el primer tráiler de la serie.

## Recepción
La serie ha recibido una respuesta generalmente positiva de los críticos desde su estreno. En una reseña positiva, Hanh Nguyen de Indiewire le dio a la serie una calificación de “B” y la elogió diciendo: «Hay un núcleo de anhelo en el programa que contradice el tono estridente de los elementos de comedia directa, y esto le da a Sideswiped un potencial para algo verdaderamente sincero».
En una crítica igualmente favorable, Joel Keller de Decider elogió la serie diciendo: «Craig, Arquette y Frei tienen una relación fantástica entre sí, y eso hace que valga la pena ver el programa mientras vemos a Olivia navegar por la escena de las citas en el mundo de deslizar el dedo hacia la izquierda o hacia la derecha». Continúa recomendando que los espectadores vean la serie y agrega: «Transmítanla, porque Craig, Arquette y Frei forman un gran equipo de comedia».
En otra evaluación aprobatoria, Alexis Gunderson de Paste le dio a la serie una calificación de 8.6 sobre 10 y la aplaudió por su autenticidad evidenciada a través de todos los aspectos de la producción diciendo: «Ese realismo brilla, no solo en las actuaciones, sino en toda la producción de la serie. La paleta de colores no es ni silenciada ni intensificada; las señales musicales sutilmente respaldan solo lo que está en la pantalla; los pocos cortes estilizados y primeros planos que existen solo lo hacen para agregar a la caracterización de Olivia, Mary y Jayne al seguir sus pensamientos más cerebrales de lagarto».